# Premio Goya voor beste vrouwelijke bijrol
De Premio Goya voor beste vrouwelijke bijrol (mejor interpretación femenina de reparto) is een van de Goya Filmprijzen en wordt sinds 1987 jaarlijks uitgereikt. In onderstaande lijst staat de winnaar als eerste weergegeven, gevolgd door de andere genomineerden.
| Jaar         | Acteur               | Film                                               |
| ------------ | -------------------- | -------------------------------------------------- |
| 1987 (1ste)  | Verónica Forqué      | El año de las luces                                |
| 1987 (1ste)  | Chus Lampreave       | El año de las luces                                |
| 1987 (1ste)  | María Luisa Ponte    | El hermano bastardo de Dios                        |
| 1988 (2de)   | Verónica Forqué      | Moros y cristianos                                 |
| 1988 (2de)   | Marisa Paredes       | Cara de acelga                                     |
| 1988 (2de)   | Terele Pávez         | Laura, del cielo llega la noche                    |
| 1989 (3de)   | María Barranco       | Mujeres al borde de un ataque de nervios           |
| 1989 (3de)   | Laura Cepeda         | Bâton rouge                                        |
| 1989 (3de)   | Chus Lampreave       | Espérame en el cielo                               |
| 1989 (3de)   | Terele Pávez         | Diario de invierno                                 |
| 1989 (3de)   | Julieta Serrano      | Mujeres al borde de un ataque de nervios           |
| 1990 (4de)   | María Asquerino      | El mar y el tiempo                                 |
| 1990 (4de)   | María Barranco       | Las cosas del querer                               |
| 1990 (4de)   | Chus Lampreave       | Bajarse al moro                                    |
| 1990 (4de)   | Amparo Rivelles      | Esquilache                                         |
| 1990 (4de)   | Concha Velasco       | Esquilache                                         |
| 1991 (5de)   | María Barranco       | Las edades de Lulú                                 |
| 1991 (5de)   | Rosario Flores       | Contra el viento                                   |
| 1991 (5de)   | Loles León           | ¡Átame!                                            |
| 1992 (6de)   | Kiti Manver          | Todo por la pasta                                  |
| 1992 (6de)   | María Barranco       | El rey pasmado                                     |
| 1992 (6de)   | Cristina Marcos      | Tacones lejanos                                    |
| 1993 (7de)   | Chus Lampreave       | Belle Époque                                       |
| 1993 (7de)   | Mary Carmen Ramírez  | Belle Époque                                       |
| 1993 (7de)   | Pastora Vega         | Demasiado corazón                                  |
| 1994 (8ste)  | Rosa María Sardà     | ¿Por qué lo llaman amor cuando quieren decir sexo? |
| 1994 (8ste)  | María Barranco       | La ardilla roja                                    |
| 1994 (8ste)  | Rossy de Palma       | Kika                                               |
| 1995 (9de)   | María Luisa Ponte    | Canción de cuna                                    |
| 1995 (9de)   | Candela Peña         | Días contados                                      |
| 1995 (9de)   | Sílvia Munt          | La pasión turca                                    |
| 1996 (10de)  | Pilar Bardem         | Nadie hablará de nosotras cuando hayamos muerto    |
| 1996 (10de)  | Chus Lampreave       | La flor de mi secreto                              |
| 1996 (10de)  | Rossy de Palma       | La flor de mi secreto                              |
| 1997 (11de)  | Mary Carrillo        | Más allá del jardín                                |
| 1997 (11de)  | Maribel Verdú        | La Celestina                                       |
| 1997 (11de)  | Loles León           | Libertarias                                        |
| 1998 (12de)  | Charo López          | Secretos del corazón                               |
| 1998 (12de)  | Ángela Molina        | Carne trémula                                      |
| 1998 (12de)  | Vicky Peña           | Secretos del corazón                               |
| 1999 (13de)  | Adriana Ozores       | La hora de los valientes                           |
| 1999 (13de)  | Alicia Sánchez       | Barrio                                             |
| 1999 (13de)  | Loles León           | La niña de tus ojos                                |
| 1999 (13de)  | Rosa María Sardà     | La niña de tus ojos                                |
| 2000 (14de)  | María Galiana        | Solas                                              |
| 2000 (14de)  | Adriana Ozores       | Cuando vuelvas a mi lado                           |
| 2000 (14de)  | Julieta Serrano      | Cuando vuelvas a mi lado                           |
| 2000 (14de)  | Candela Peña         | Todo sobre mi madre                                |
| 2001 (15de)  | Julia Gutiérrez Caba | You're the one (una historia de entonces)          |
| 2001 (15de)  | Chusa Barbero        | Besos para todos                                   |
| 2001 (15de)  | Terele Pávez         | La comunidad                                       |
| 2001 (15de)  | Ana Fernández        | You're the one (una historia de entonces)          |
| 2002 (16de)  | Rosa María Sardà     | Sin vergüenza                                      |
| 2002 (16de)  | Elena Anaya          | Lucía y el sexo                                    |
| 2002 (16de)  | Najwa Nimri          | Lucía y el sexo                                    |
| 2002 (16de)  | Rosana Pastor        | Juana la Loca                                      |
| 2003 (17de)  | Geraldine Chaplin    | En la ciudad sin límites                           |
| 2003 (17de)  | María Esteve         | El otro lado de la cama                            |
| 2003 (17de)  | Mar Regueras         | Rencor                                             |
| 2003 (17de)  | Tina Sainz           | Historia de un beso                                |
| 2004 (18de)  | Candela Peña         | Te doy mis ojos                                    |
| 2004 (18de)  | María Botto          | Soldados de Salamina                               |
| 2004 (18de)  | Mónica López         | En la ciudad                                       |
| 2004 (18de)  | María Pujalte        | El lápiz del carpintero                            |
| 2005 (19de)  | Mabel Rivera         | Mar adentro                                        |
| 2005 (19de)  | Silvia Abascal       | El Lobo                                            |
| 2005 (19de)  | Victoria Abril       | El 7° día                                          |
| 2005 (19de)  | Mercedes Sampietro   | Inconscientes                                      |
| 2006 (20ste) | Elvira Mínguez       | Tapas                                              |
| 2006 (20ste) | Marta Etura          | Para que no me olvides                             |
| 2006 (20ste) | Pilar López de Ayala | Obaba                                              |
| 2006 (20ste) | Verónica Sánchez     | Camarón                                            |
| 2007 (21ste) | Carmen Maura         | Volver                                             |
| 2007 (21ste) | Ariadna Gil          | Alatriste                                          |
| 2007 (21ste) | Lola Dueñas          | Volver                                             |
| 2007 (21ste) | Blanca Portillo      | Volver                                             |
| 2008 (22ste) | Amparo Baró          | Siete mesas de billar francés                      |
| 2008 (22ste) | Geraldine Chaplin    | El orfanato                                        |
| 2008 (22ste) | Nuria González       | Mataharis                                          |
| 2008 (22ste) | María Vázquez        | Mataharis                                          |
| 2009 (23ste) | Penélope Cruz        | Vicky Cristina Barcelona                           |
| 2009 (23ste) | Elvira Mínguez       | Cobardes                                           |
| 2009 (23ste) | Rosana Pastor        | La conjura de El Escorial                          |
| 2009 (23ste) | Tina Sainz           | Sangre de mayo                                     |
| 2010 (24ste) | Marta Etura          | Celda 211                                          |
| 2010 (24ste) | Pilar Castro         | Gordos                                             |
| 2010 (24ste) | Verónica Sánchez     | Gordos                                             |
| 2010 (24ste) | Vicky Peña           | El cónsul de Sodoma                                |
| 2011 (25ste) | Laia Marull          | Pa negre                                           |
| 2011 (25ste) | Ana Wagener          | Biutiful                                           |
| 2011 (25ste) | Pilar López de Ayala | Lope                                               |
| 2011 (25ste) | Terele Pávez         | Balada triste de trompeta                          |
| 2012 (26ste) | Ana Wagener          | La voz dormida                                     |
| 2012 (26ste) | Pilar López de Ayala | Intruders                                          |
| 2012 (26ste) | Goya Toledo          | Maktub                                             |
| 2012 (26ste) | Maribel Verdú        | De tu ventana a la mía                             |
| 2013 (27ste) | Candela Peña         | Una pistola en cada mano                           |
| 2013 (27ste) | Chus Lampreave       | El artista y la modelo                             |
| 2013 (27ste) | María León           | Carmina o revienta                                 |
| 2013 (27ste) | Ángela Molina        | Blancanieves                                       |
| 2014 (28ste) | Terele Pávez         | Las brujas de Zugarramurdi                         |
| 2014 (28ste) | Susi Sánchez         | 10.000 noches en ninguna parte                     |
| 2014 (28ste) | Maribel Verdú        | 15 años y un día                                   |
| 2014 (28ste) | Nathalie Poza        | Todas las mujeres                                  |
| 2015 (29ste) | Carmen Machi         | Ocho apellidos vascos                              |
| 2015 (29ste) | Bárbara Lennie       | El Niño                                            |
| 2015 (29ste) | Mercedes León        | La isla mínima                                     |
| 2015 (29ste) | Goya Toledo          | Marsella                                           |
| 2016 (30ste) | Luisa Gavasa         | La novia                                           |
| 2016 (30ste) | Elvira Mínguez       | El desconocido                                     |
| 2016 (30ste) | Marian Álvarez       | Felices 140                                        |
| 2016 (30ste) | Nora Navas           | Felices 140                                        |
| 2017 (31ste) | Emma Suárez          | La propera pell                                    |
| 2017 (31ste) | Terele Pávez         | La puerta abierta                                  |
| 2017 (31ste) | Candela Peña         | Kiki, el amor se hace                              |
| 2017 (31ste) | Sigourney Weaver     | A Monster Calls                                    |
| 2018 (32ste) | Adelfa Calvo         | El autor                                           |
| 2018 (32ste) | Anna Castillo        | La llamada                                         |
| 2018 (32ste) | Belén Cuesta         | La llamada                                         |
| 2018 (32ste) | Lola Dueñas          | No sé decir adiós                                  |
| 2019 (33ste) | Carolina Yuste       | Carmen y Lola                                      |
| 2019 (33ste) | Ana Wagener          | El reino                                           |
| 2019 (33ste) | Natalia de Molina    | Quién te cantará                                   |
| 2019 (33ste) | Anna Castillo        | Viaje al cuarto de una madre                       |
| 2020 (34ste) | Julieta Serrano      | Dolor y gloria                                     |
| 2020 (34ste) | Mona Martínez        | Adiós                                              |
| 2020 (34ste) | Natalia de Molina    | Adiós                                              |
| 2020 (34ste) | Nathalie Poza        | Mientras dure la guerra                            |
| 2021 (35ste) | Nathalie Poza        | La boda de Rosa                                    |
| 2021 (35ste) | Juana Acosta         | El inconveniente                                   |
| 2021 (35ste) | Verónica Echegui     | Explota Explota                                    |
| 2021 (35ste) | Natalia de Molina    | Las niñas                                          |
| 2022 (36ste) | Nora Navas           | Libertad                                           |
| 2022 (36ste) | Sonia Almarcha       | El buen patrón                                     |
| 2022 (36ste) | Aitana Sánchez-Gijón | Madres paralelas                                   |
| 2022 (36ste) | Milena Smit          | Madres paralelas                                   |